# 今養寺

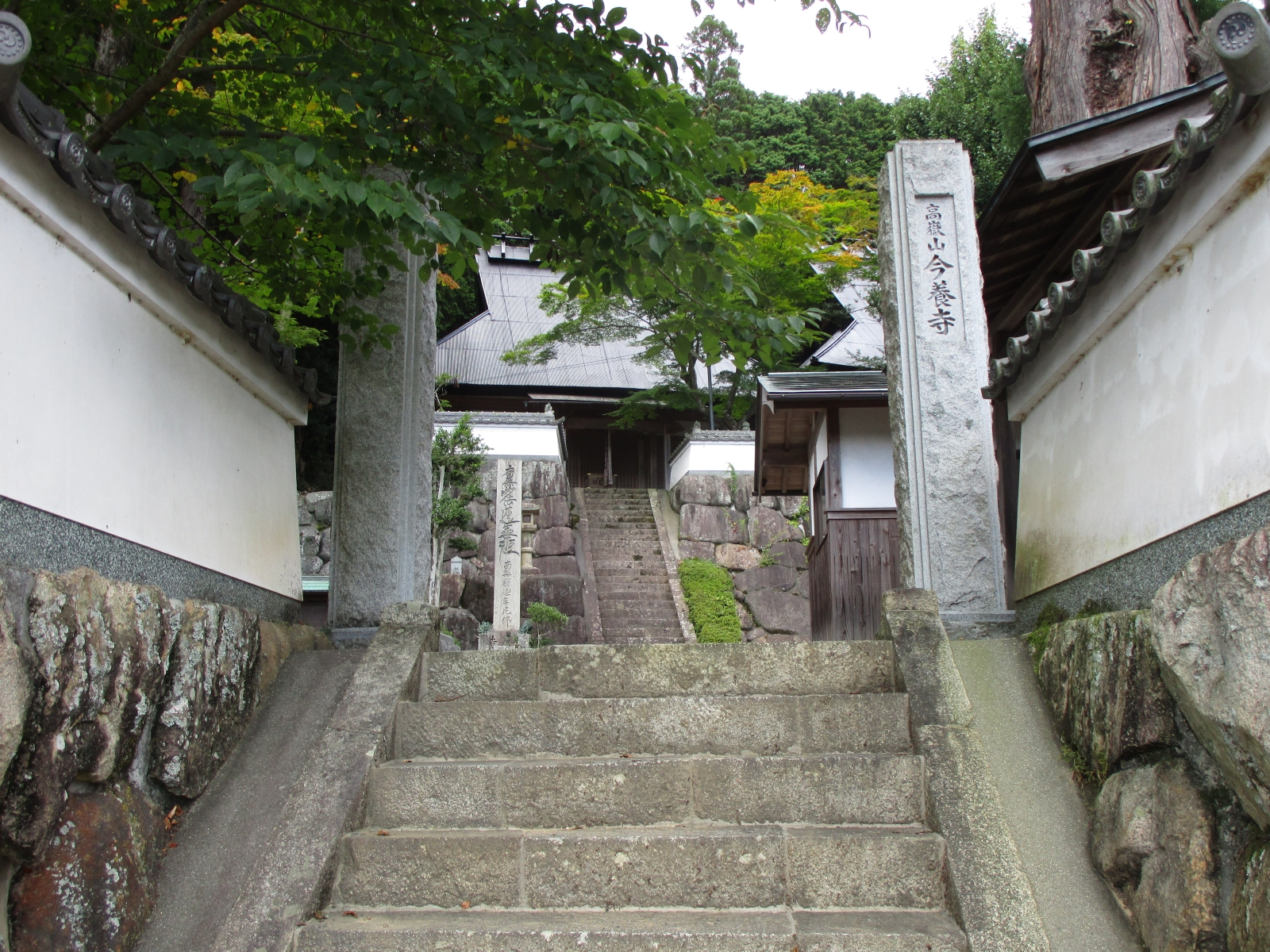
入り口

今養寺（こんようじ）は、大阪府豊能郡能勢町野間西山にある単立寺院。重要文化財の大日如来などの仏像を多数所蔵する。
　

## 歴史
当寺の創建時期は定かではないが、「西山家由来書」によると、承保3年（1076年）に近江守源仲信が高獄の中腹にある高尾という所に堂を開基し、釈迦仏を安置建立したとあり、これが当寺の草創であると考えられている。大治2年（1127年）に西山近江守信勝が、大日如来と千手観音を勧請し、高獄山月光寺として改めて開基建立した。
戦国期の元亀2年（1571年）、兵火により焼失するが、3年後の天正2年（1574年）に信徒によって現在地に再建された。その後、領主能勢頼次が法華宗に改宗した事により、当寺も慶長10年（1606年）に法華改宗となり、寺号も今養寺と改められた。それから長い年月が経ち、無住荒廃により荒寺となるが、文化年中（1804年から1818年まで）に領主能勢頼直によって釈迦堂が再建され、毎年4月8日の法会の日には近郷在住の浄瑠璃の愛好者が集まって語りあう賑わいの場となった。

## 鰐口
当寺の鰐口は青銅製で、銘文には「養父郡内石禾（いわさ）庄内宮田地蔵堂鰐口 明徳五年甲戌七月十三日」とある。
和田山町（現在の朝来市）から養父町へ抜ける間に「宮田」という地名が残っていることから、その辺りの地蔵堂に奉納されたものであると推定されるが、どういう経緯で今養寺に移されたかは明らかになっていない。なお、明徳5年（1394年）は7月5日に応永と改元しているが、改元8日後にして旧年号が使われており、まだ改元が行き届いていなかったと見られている。

## 文化財
- 大日如来坐像 - 平安時代の作で、ヒノキの寄せ木造り。高さ117cm[7]。国の重要文化財に指定されている。2010年3月に盗難に遭ったが、2017年8月に犯行を行った韓国人2人が逮捕され、寺に戻された[8]。
- 千手観音立像 - 木造。本堂に安置され平安時代の作とされる。大阪府指定有形文化財[9]。
- 釈迦如来坐像 - 木造。釈迦堂に安置され鎌倉時代作とされる。大阪府指定有形文化財[9][10]。

## 交通アクセス
- 能勢電鉄妙見線妙見口駅から5.8km。
- 妙見口駅から120m、阪急バス妙見口停留所から「奥田橋（循環）」もしくは「能勢町宿野」行に乗車[11]。旧東郷小学校前停留所から1.0km。

## 参考資料
- 熊野紀一『阪急沿線歴史紀行』阪急電鉄総務部広報課
- 『能勢町史 第1巻』能勢町、2001年5月30日、733-734頁。
- 『能勢町史 第4巻』能勢町、1981年12月20日、549-550,595-597頁頁。